# Benzelstierna
Benzelstierna var en svensk ätt, utgrenad ur släkten Benzelius, adlad i olika omgångar under 1700-talet. En gren av ätten uppflyttades 1778 i dåvarande riddarklassen under nr 1628 A. Ätten var också introducerad på Finlands riddarhus, där den utslocknade 1875. I Sverige utdog ätten 1880, men fortlever i Tyskland med namnet Benzel zu Sternau und Hohenau.

## Sverige
Stamfadern för ätten är bonden nämndeman Henrik Jacobsson och hans hustru Margareta Jönsdotter från Bensbyn i Luleå kommun. Deras son Erik antog namnet Benzelius och blev sedermera ärkebiskop. Han kallas d.ä. eftersom han också hade en son vid samma namn som också blev ärkebiskop.
Erik Benzelius d.ä. var gift med Margareta Odhelia som var dotter till Erik Odhelius och Margaretha Kenicia, dotterdotter till ärkebiskop Petrus Kenicius från Bureätten och som på fädernet, enligt Gabriel Anrep, skulle ha härstammat från gammal Västgötaadel. Paret fick flera barn vilka adlades 1719. Sönerna introducerades på nummer 1628, men de söner som blev ärkebiskopar avsade sig sina adelskap. Dessa barn var: 
- Margareta Benzelia, gift med biskopen professor Olaus Nezelius
- Christina Benzelia, gift 1. med akademiräntmästare Peter Hallenius adlad Hallenstedt, 2. med biskopen Zacharias Esberg, adlad Bergenskjöld
- Erik Benzelius d.y., ärkebiskop
- Olof Benzelstierna, assessor i Svea hovrätt
- Lars Benzelstierna, bergsråd och landshövding
- Jakob Benzelius, ärkebiskop
- Nils Benzelstierna, kapten. Avled barnlös.
- Gustaf Benzelstierna, kunglig sekreterare och Censor Librorum. Avled barnlös.
- Henrik Benzelius, ärkebiskop

Olof Benzelstierna var gift med Anna Catharina Strömner, men fick bara döttrar och slöt sin gren. Dottern Anna Christina gifte sig Wolberg von Tungelfelt, och dottern Hedvig Ulrica var gift med riksrådet Carl Hermelin och blev stammoder till den friherreliga ätten Hermelin. Lars Benzelstierna fick med sin svägerska hustrun Hedvig Swedenborg flera söner som avled barnlösa men hans ättegren fortlevde med sonen Lars Benzelstierna (1719–1800).
Under namnet Benzelstierna fick 1747 Jakob Benzelius’ och 1751 Erik Benzelius d.y.:s barn adlig värdighet. Den senare var gift med Anna Swedenborg, dotter till biskop Jesper Svedberg och Sara Behm). Deras äldste son, Erik Benzelstierna, var bergsråd och grundade järnmanufakturverket i Böksholm. En av deras söner, biskopen Carl Jesper, behöll likväl det ofrälse namnet Benzelius. Dottern Ulrica var gift med biskop Petrus Filenius. 
Den svenska adliga ätten Benzelstierna utgick på svärdssidan 1880 i Sverige med underlöjtnanten Lars Jesper Benzelstierna som i sitt äktenskap med Charlotta Magdalena Linderholm fick två döttrar.

## Finland
En gren av Erik Benzelius d.y. immatrikulerades på Finlands riddarhus på nummer 203. Den finländska grenen utslocknade 1875.

## Tyskland
En Benzeliernas ättling slog sig ned i Mainz, där han 1732-08-24 förlänades med riksadligt stånd. Hans son, kurmainzska rikshovrådet Johan Filip Christoffer Jakob Josef, upphöjdes 1746-11-13 till riksfriherre med predikatet Sternau, samt kallade sig von Benzel-Sternau. Från hans son Rudolf, som 1790-09-30 blev bayersk greve med predikatet von Hohenau, härstammar de ännu levande grevarna, som skriver sig Benzel zu Sternau und Hohenau.

## Benzelstierna von Engeström
Jakob Benzelius var gift med sin släkting Catharina Edenberg, vars mor Margareta Clo var dotter till ärkebiskop Johannes Canuti Lenaeus och dotterdotter till Petrus Kenicius. Äldsta dottern Margareta blev stammoder till ätten von Engeström vars grevliga huvudman enligt gammal kunglig resolution fortfarande skriver sig Benzelstierna von Engeström. Sonen Mattias Benzelstierna uppflyttades till riddarklassen, men grenen slöts med honom.

## Personer ur ätten
- Lars Benzelstierna (1680-1755)
- Lars Benzelstierna (1719-1800)
- Lars Benzelstierna (1759-1808)
- Mathias Benzelstierna
- Gustaf Benzelstierna
- Lars Jesper Benzelstierna